# 302652 Hauke
302652 Hauke è un asteroide della fascia principale. Scoperto nel 2002, presenta un'orbita caratterizzata da un semiasse maggiore pari a 2,6706039 UA e da un'eccentricità di 0,0781621, inclinata di 14,01255° rispetto all'eclittica.